# Horst E. Miers
Horst E. Miers (geboren 28. Juli 1928; gestorben am 16. Dezember 2011) war ein deutscher Autor und Genealoge. Er war der Autor eines Lexikon des Geheimwissens zu Begriffen und Persönlichkeiten der Esoterik. Das Nachschlagewerk erschien 1970 erstmals im Hermann Bauer Verlag. 1976 erschien eine erste Taschenbuchausgabe im Goldmann Verlag, die bis 1993 acht Auflagen erlebte. Über viele Jahre hin betrieb Miers in Hamburg das Zentralarchiv Miers.
Horst E. Miers ruht auf dem Hamburger Friedhof Öjendorf.

## Schriften
- Lexikon des Geheimwissens.
  - Erstausgabe: Lexikon des Geheimwissens. Das umfassende Nachschlagewerk zur Deutung, Erklärung und Erläuterung der Begriffe, Ausdrücke, Symbole und Namen aus allen Gebieten der Geheimlehren und Grenzwissenschaften nebst Darstellungen der Geschichte, Zielsetzungen und Tendenzen der einschlägigen Vereinigungen und der Lebensdaten der mit ihnen verbundenen Persönlichkeiten. Hermann Bauer, Freiburg i. Br. 1970.
  - Neuausgabe: Lexikon des Geheimwissens. Genehmigte, vom Autor neubearbeitete und neueingerichtete Taschenbuchausgabe. Goldmann, München 1976, 453 S., ISBN 3-442-11142-0. Sieben Auflagen bis 1987.
  - Erweiterte Neuausgabe: Goldmann, München 1993, 717 S., ISBN 3-442-12179-5.
- Neues über Ernst Kurtzahn. Eine Zusammenfassung von Fragmenten zu einer Biographie nach dem letzten Stand der Kurtzahn-Forschung. Zentralarchiv Miers, Hamburg 1996.
- Die Rosenkreuzer in Hamburg. Unveröffentlichtes Manuskript, ca. 1997, 37 S., Staatsarchiv Hamburg, Handschrift 2804.